# Fillmore East, June 1971
Fillmore East – June 1971 ist ein Musikalbum von den Mothers of Invention unter der Leitung von Frank Zappa. Es wurde als Mitschnitt eines Konzerts im Fillmore East in New York aufgenommen, kurz bevor dieses vom Eigentümer geschlossen wurde. Besonders prominent wirken die beiden Leadsänger, Mark Volman und Howard Kaylan, die vorher bei den Turtles bereits zu größerer Bekanntheit gelangt waren. Auf der Platte befinden sich auch mehrere instrumentale Stücke, die teilweise schon zuvor veröffentlicht worden waren, wie etwa Peaches En Regalia. Zusätzlich sind einige kurze gesprochene Stücke enthalten, die sich hauptsächlich um die sexuellen Erfahrungen von Rockbandmitgliedern drehen. Ein Stück handelt beispielsweise von Groupies, die nur bereit sind, sich mit Musikern sexuell einzulassen, wenn diese eine Hitsingle vorzuweisen haben. Die gleiche Besetzung ist auch in einer gemeinsamen Jam-Session mit John Lennon auf dessen Album Some Time in New York City zu hören.

## Titelliste

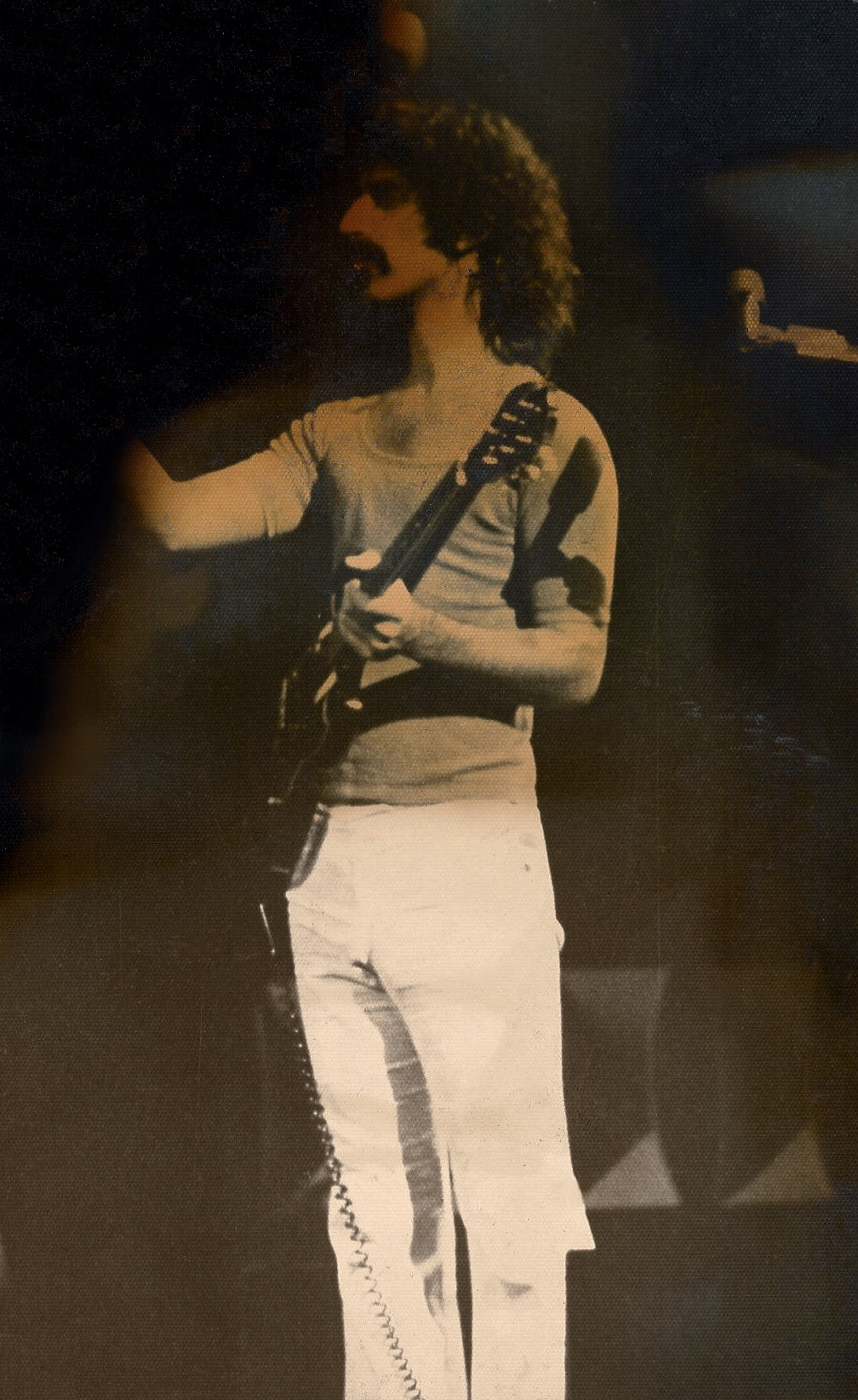
Frank Zappa im Fillmore East während der Aufnahme des Albums am 5. Juni 1971

Alle Titel sind von Frank Zappa komponiert, soweit nicht anders angegeben.
1. Little House I Used To Live In – 4:41
2. The Mud Shark – 5:22
3. What Kind Of Girl Do You Think We Are? – 4:17
4. Bwana Dik – 2:21
5. Latex Solar Beef – 2:38
6. Willie The Pimp Part One – 4:03
7. Willie The Pimp Part Two – 1:54
8. Do You Like My New Car? – 7:08
9. Happy Together (Bonner/Gordon) – 2:57
10. Lonesome Electric Turkey – 2:32
11. Peaches En Regalia – 3:22
12. Tears Began To Fall – 2:46

## Veröffentlichungen und Charterfolge
Die Langspielplatte erschien am 2. August 1971 in den USA auf Bizarre Records, weltweit wurde sie von Reprise Records vertrieben. Sie erreichte in den Billboard-Charts Platz 38. 1990 erschien das Album auf CD, bei den Labeln Rykodisc (USA), Zappa Records (Europa) und Vack (Asien). Eine Neuauflage mit restauriertem Cover erfolgte am 2. Mai 1995 auf Rykodisc.

## Rezeption
Das Album wurde von der Kritik wenig gewürdigt und es gab bei Erscheinen wenige positive Rezensionen. Dennoch verkaufte es sich recht gut und erreichte in den Billboard-Charts Platz 38. Steve Huey sieht in dem Album den Beginn einer Taktik Zappas, bei der dieser komplexe Musik für das Publikum durch „halbböse Arena-Frontman-Possen“ und schmutzige Witze erschließe.
Der Musikkritiker Mike Fish ist vom Album wenig begeistert. Es sei „kein großer Spaß“ und es klinge so, als ob Zappa das auch wisse.